# Nima Djama
Nima Djama (Somali Nimco Jaamac Migil; geb. 1948, Ali Sabieh) ist eine Komponistin und Sängerin aus Dschibuti. 1976 wurde Nima Djama mit einem patriotischen Lied für die Unabhängigkeit Dschibutis berühmt.

## Leben
Nima Djama wurde 1948 in Ali Sabieh geboren. Sie entstammt einer Nomadenfamilie der Issa, einem Stamm der Somalis. 1969 begann sie im Alter von 21 Jahren mit dem Singen. Aus Protest gegen die Französische Administration, die sich weigerte ein faires Referendum zur Unabhängigwerdung abzuhalten, sang sie das Lied „Gabdhayahow“, dass sie populär machte. Daraufhin schloss sie sich einer Kulturtruppe als somalische Sängerin an. 
Sie ist eine Gegnerin von Ismaïl Omar Guelleh, dem Präsidenten von Dschibuti seit 1999. Im Jahr 2008 wurde ihr ihr kanadischer Pass entzogen und im Jahr 2009 wurde sie inhaftiert. Sie lebt in Ottawa, Kanada. 

## Singles
- Gaban Mayno (1976)
- Buuraha u dheer (1980)
- Qalbigu Waa Meel Qudha (1981)
- Adoo meel foog joogo  (1982)
- Gacanteyda meel sare (2000)
- Qoomamayn (1999)
- Dibnaha (2000)
- Naxariis (2000)
- Caalanka (2007)